# Leopold Hofmann (futbolista)
Leopold Hofmann (31 de octubre de 1905 – 9 de enero de 1976) fue un futbolista austríaco que jugó como centrocampista durante toda su carrera en el First Vienna FC. Formó parte del famoso Wunderteam austriaco que disputó la Copa Mundial de Fútbol de 1934.